# Profilatrice ferroviaria

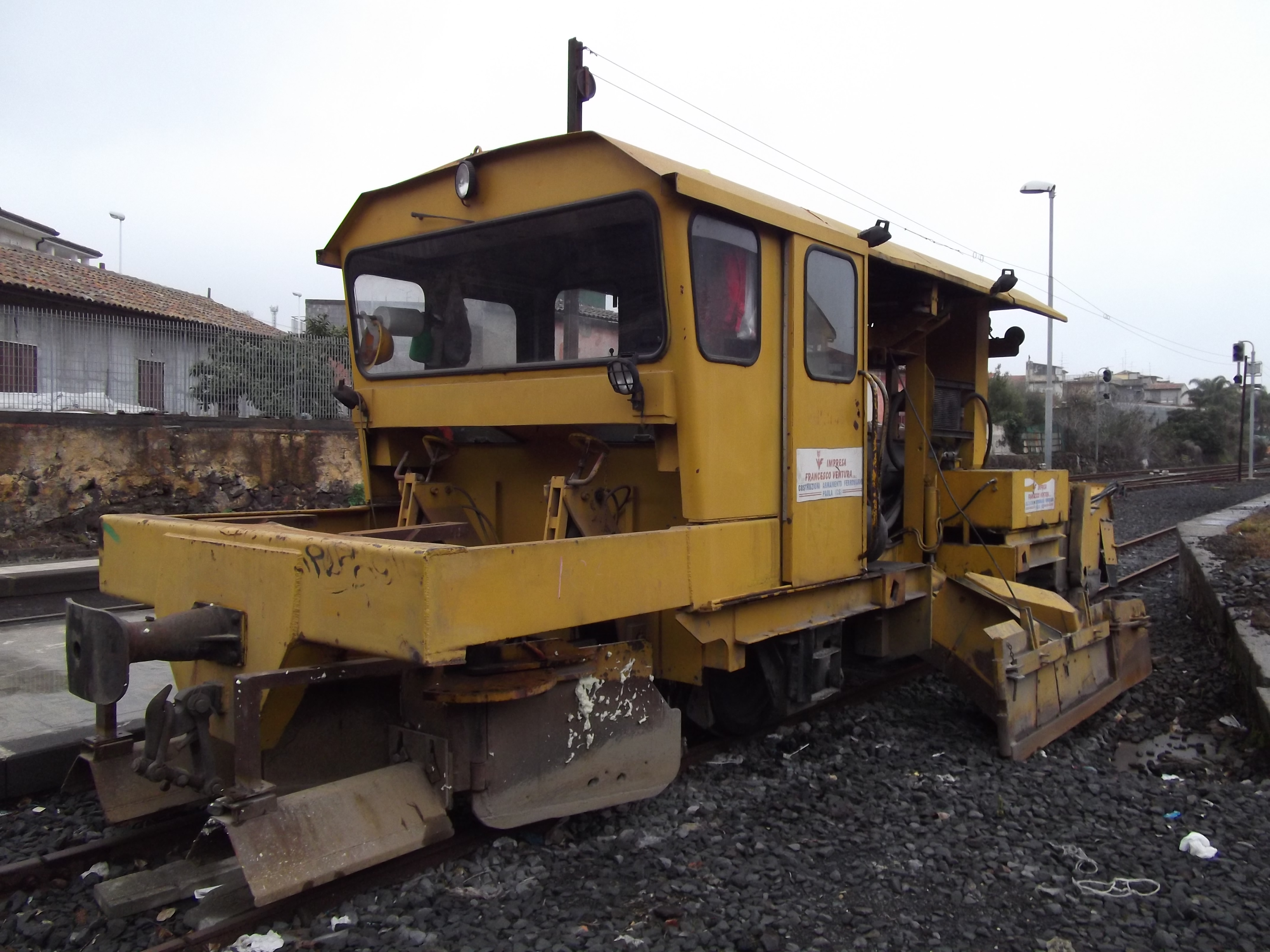
La profilatrice ferroviaria PR 04 a scartamento ridotto, in sosta alla stazione di Misterbianco.

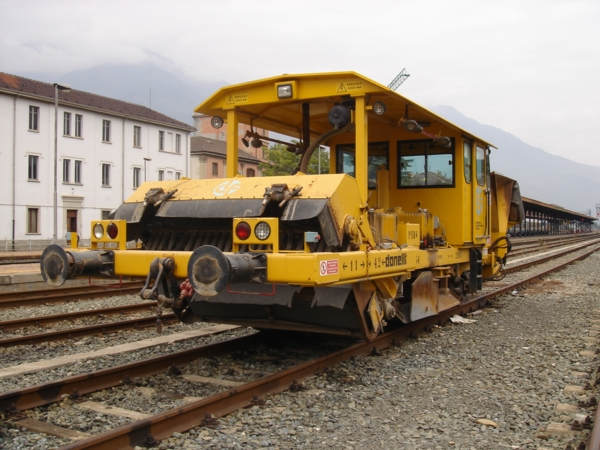
Profilatrice "Donelli" PSD-4.

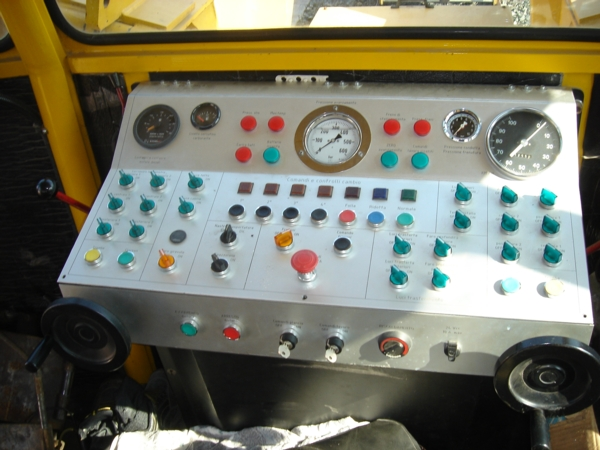
I comandi di una profilatrice ferroviaria "Donelli" PSD-4.

La profilatrice ferroviaria è una macchina per la manutenzione ordinaria e sistematica della massicciata di ghiaia delle linee ferroviarie.
Le sue funzioni sono specifiche per la lavorazione del pietrisco che ricopre e avvolge il binario, mediante i vomeri e i coppi: i vomeri sono posti ai lati della macchina, molto simili a delle ali di aeroplano una volta aperti, che avanzando grazie alla loro larga superficie, spostano interi mucchi di ghiaia sia in banchina sia in intervia allo scopo di riempire il binario all'interno e all'esterno distribuendola affinché faccia da "cuscinetto" sostenitore dello stesso binario;
i coppi, invece, sono situati sulla parte inferiore della macchina a diretto contatto con il binario, composti da piccoli vomeri manovrabili, diretti alla lavorazione di pietrisco all'interno del binario.
La profilatrice possiede inoltre una terza funzione di lavoro mediante lo spazzolone: è letteralmente un'enorme spazzola rotante con gomme lunghe 30 centimetri che rappresentano i denti della spazzola; molto simile agli spazzoloni usati negli autolavaggi delle automobili, ha la funzione principale di pulire all'interno il binario dai rimasugli di ghiaia.
La profilatrice è una macchina reversibile data la sua capacità di lavorare in due sensi di marcia, al contrario della rincalzatrice che può lavorare solo in un senso. Dal tipo di lavoro che viene chiamata a fare, la profilatrice presenta dei ruoli differenti come ad esempio:
- In un cantiere di rinnovamento (dove si usa il treno rinnovatore) ha la sola funzione di manipolare la ghiaia posta all'esterno del binario.
- In un cantiere di risanamento (dove si usa la risanatrice) ha la funzione di manipolare sia la ghiaia esterna sia quella interna. In questo tipo di cantiere vengono scaricati all'interno del binario enormi quantità di pietrisco mediante carri-merci per ghiaia che la profilatrice dovrà smaltire per tutta la tratta, allo scopo di coprirne letteralmente il binario tanto che le traverse non si vedano nemmeno (la tanta ghiaia nel binario è fondamentale per il lavoro della rincalzatrice).
- In un cantiere di livellamento (piccolo cantiere composto solo dalla coppia profilatrice-rincalzatrice) ha, oltre alla funzione di manipolare la ghiaia all'esterno del binario, anche quella di spazzolatura mediante lo spazzolone (la spazzolatura è usata anche al termine di in un cantiere di risanamento).